# Брі-Бейн Марія Феліксівна
Марія Феліксівна Брі-Бейн (нар. 2 червня 1892, Одеса — пом. 1971, Москва) — радянський живописець, графік, плакатист; член Товариства південноросійських художників у 1917—1919 роках, Асоціації художників революційної Росії у 1926—1928 роках, Асоціації художників революції у 1928—1932 роках і Московського відділення Спілки художників СРСР з 1932 року.

## Біографія
Народилася 2 червня 1892 року в Одесі. У 1910—1915 роках навчалася в Одеському художньому училищі у Киріака Костанді. Викладала в якості помічника Павло Волокидіна у виробничих майстернях Спілки робітників мистецтв в Одесі. В 1924 році навчалась в Москві у Іллі Машкова.
З 1930 року працювала в Московському театрі дитячої книги як художник-ілюстратор, у 1930—1950-ті роки — у видавництвах «Молода гвардія», Воєнвидаві, в журналі «Робітниця».
Померла в Москві у 1971 році.

## Творчість
Авторка багатьох живописних робіт. З 1930 року виконувала агітплакати. Працювала у техніці мініатюри на слоновій кістці. Серед робіт:
живопис
- «Мітинг моряків в Одесі»;
- «В університеті трудящих Сходу» (1929, Третьяковська галерея);
- «Перший урок» (1929);
- «Жінка-радист» (1933, Третьяковська галерея);
- «Над свіжою могилою К. Маркса» (1933);
- «Молодий Енгельс у Манчестері» (1935);

графіка
- «Портрет І. Рабінович» (1935);
- «Автопортрет» (1935);

мініатюра на слоновій кістці
- «Портрет К. Маркса» (1935);
- «Пушкін-ліцеїст»;
- «Пушкін з дружиною»;

плакати

Плакат «Як пов'яжеш галстук — бережи його!».

- «Робітниця, борись за чисту їдальню, за здорову їжу!» (1931);
- «Рівняйтеся на Червонопрапорну бригаду ударниць заводу імені Лепсе, що виконав п'ятирічку в 2,5 року» (1931);
- «Робітниця, колгоспниця, будь ударницею оборони» (1931);
- «Жінка-пролетарка, опановуй авіаційною технікою …» (1931);
- «Кожна комсомолка повинна оволодіти бойовою технікою …» (1932);
- «Передамо молодим робітникам досвід старих виробничників» (1933);
- «Ми були країною патріархальною і безграмотною. Тепер ми стаємо, однією з найбільш передових країн» (1934);
- «Народи СРСР» (1934; 1-а премія на конкурсі плакатів до 10-річчя з дня смерті Володимира Леніна);
- «Хай живе рівноправна жінка СРСР» (1939);
- «Жінка в обороні Москви» (1941);
- «Слава любій Батьківщині» (1952);
- «Будемо будівельниками!» (1953);
- «Допомагай молодшим!» (1953);
- «Колгоспники, опановуйте наукою, будьте майстрами високих врожаїв!» (1953);
- «Як пов'яжеш галстук — бережи його!» (1955).
- «Допоможемо колгоспу» (1959).

Брала участь у виставках з 1917 року, зокрема:
- «Мистецтво руху» (1925, Москва);
- радянського мистецтва (1932, Кенігсберг);
- «Плакат на службі п'ятирічки» (1932, перша всесоюзна виставка плаката, яка відбулася в Москві в будівлі Державної Третьяковської галереї);
- «Десять років без Леніна за ленінським шляхом» (1933);
- «Художники РРФСР за 15 років» (1933—1934, Москва);
- «15 років РСЧА» (1933—1935, Москва, Ленінград, Київ, Харків);
- «Плакат і сатира за 40 років в творах московських художників» (1958).

В складі АХРРовських бригад брала участь у виставках на заводах і пересувних агітвиставках, в організації Центрального антирелігійного музею. Регулярно виїжджала в творчі відрядження на Криворізькі рудники, в колонію «Інгулець» (1935), колгосп «Мячикова» Московської області (1957).
Картини художниці зберігаються у Державному центральному музеї сучасної історії Росії (Москва), Державному музеї Олександра Пушкіна (Пушкін), в Державній Третьяковській галереї. Плакати зберігаються в фондах Російської державної бібліотеки та Національної бібліотеки Білорусі.